# ماثيو بوجناح
ماثيو بوجناح (بالفرنسية: Matthieu Boujenah)‏
```
هو 
ممثل
 
فرنسي
، ولد في 23 يونيو 1976 في 
فرنسا
.
[
1
]
[
2
]
[
3
]
```

## أعمال

### أفلام
- (2005) ماروك
- (2009) قرباء جدا
- (2012) فضل الليل على النهار

## وصلات خارجية
- ماثيو بوجناح على موقع IMDb (الإنجليزية)
- ماثيو بوجناح على موقع قاعدة بيانات الأفلام العربية
- ماثيو بوجناح على موقع ألو سيني (الفرنسية)
- ماثيو بوجناح على موقع أول موفي (الإنجليزية)
- ماثيو بوجناح على موقع قاعدة بيانات الفيلم (الإنجليزية)
- ماثيو بوجناح على موقع كينوبويسك (الروسية)